# فرودگاه شهرستان اندروز (تگزاس)
فرودگاه شهرستان اندروز (تگزاس) (به انگلیسی: Andrews County Airport) یک فرودگاه همگانی بهره‌برداری هوایی است که یک باند فرود آسفالت دارد و طول باند آن ۱۷۷۳ متر است. این فرودگاه در شهر اندروز، تگزاس کشور ایالات متحده آمریکا قرار دارد و در ارتفاع ۹۷۳ متری از سطح دریا واقع شده است.